# Hoshimiya Ichika
Hoshimiya Ichika (星宮 一花 (Tinh-Cung Nhất-Hoa) 28 tháng 6 năm 1998 –) là một nữ diễn viên khiêu dâm người Nhật Bản. Cô thuộc về công ti LINX.

## Sự nghiệp
Tháng 10/2018, cô ra mắt ngành phim khiêu dâm với tư cách là nữ diễn viên độc quyền của S1.
Cô là một sinh viên đại học tại thời điểm ra mắt ngành. Trước khi ra mắt ngành, cô đã từng thắng một cuộc thi yukata.
11/2/2020, cô xuất hiện trong Cuộc gặp gỡ thể thao nửa đêm Ebisu Muscats với tư cách là thí sinh cuối cùng trong vòng thử vai cuối cùng cho Ebisu Muscats.
Trong thông cáo ngày 31/3/2020, cô được thông báo sẽ trở thành thực tập sinh của nhóm, nhưng cô đã thông báo sẽ rời nhóm vào ngày 30/4 cùng năm.

## Đời tư
Cô sinh ra tại Kanagawa.
Sở thích và kĩ năng đặc biệt của cô là ghé vào các quán cà phê và nấu ăn.
Lần đầu cô quan hệ tình dục là vào năm hai cấp hai, cùng với một học sinh cùng trường lớn tuổi hơn. Số người cô đã quan hệ trước khi vào ngành là 3.
Khi cô học trung học, cô có hứng thú với những bộ phim khiêu dâm mà cô xem cho vui cùng bạn, sau đó cô bắt đầu bí mật xem phim khiêu dâm một mình và bắt đầu yêu thích ngành công nghiệp phim khiêu dâm mới mẻ này. Ước mơ lúc đó của cô là trở thành nữ diễn viên khiêu dâm trong tuơng lai, và cô có kế hoạch bắt đầu làm việc từ khi tốt nghiệp trung học. Tuy nhiên, vì cô sống với bố mẹ, cô chọn đi học một trường đại học do bố mẹ cô gợi ý. Sau đó cô chọn chuyển ra ở riêng, và từ lúc đó cô đã trở thành nữ diễn viên khiêu dâm.
Mặc dù đó là ước mơ của cô, trong khoảng một năm cô đã lo lắng bố mẹ sẽ phát hiện ra, nhưng cô đã không từ bỏ ước mơ và vẫn chọn trở thành nữ diễn viên khiêu dâm. Ngoài ra, trong buổi phỏng vấn với văn phòng chủ quản, cô đã mặc com lê và nói rằng cô có tâm trạng "nhận việc trong ngành phim khiêu dâm".
Cô chưa từng đến biển hoặc một bể bơi ngoài trời nào nên đã giữ được độ trắng cho da.
Mặc dù lối vào hẹp nhưng cơ quan sinh dục của cô thể hiện rằng nó có độ giãn nở. Nước tinh của cô có độ dính nên có lúc được gọi là "dung dịch giữ ẩm tự làm".